# زرق‌آباد
زرق‌آباد ، روستایی که مرکز بخش زرق آباد شهرستان اسفراین در استان خراسان شمالی ایران است.........    

## جمعیت
این روستا در دهستان زرق آباد قرار دارد و براساس سرشماری مرکز آمار ایران در سال ۱۳۸۵، جمعیت آن ۱٬۰۱۳ نفر (۲۵۴خانوار) بوده‌است.